# Igelbäcken
Igelbäcken är ett cirka 10,5 kilometer långt vattendrag i norra Stockholm som förbinder Säbysjön i Järfälla med havsviken Edsviken vid Ulriksdals slott i Solna och avvattnar södra delarna av Järvafältet. Hela avrinningsområdets storlek är 14,2 km². 
Igelbäckens dalgång är en av Stockholms gröna kilar, som skiljer stadsdelarna Kista, Husby och Akalla från Ursvik, Rinkeby och Tensta. Bäcken utgör ett markant inslag i Ulriksdals slottspark där själva vattendraget fram till Edsviken är en del av Solnas andel av Igelbäckens naturreservat. 

## Igelbäcken
Igelbäcken var förr ett brett vattendrag där människor levde och brukade marken i över tusen år. Norr om Igelbäcken finns fyra gravfält från järnåldern och i södra delen finns spår av bosättningar och cirka 40 gravar från samma tid. På medeltiden etablerades fyra större bosättningar här: Råsta, Lilla och Stora Ursvik samt Kymlinge.
Avrinningsområdet sträcker sig in i fem kommuner: Järfälla, Sollentuna, Stockholm, Sundbyberg och Solna. Före byggandet av Kista-Akalla var bäckens avrinningsområde större, men dagvatten från området leds nu i tunnlar direkt till Edsviken. Andelen bebyggd mark inom bäckens avrinningsområde har därmed hållits låg. Stockholm Vatten har åtagit sig att pumpa in dricksvatten i bäcken vid långvarig torka. Idag är Igelbäcken ett av de mest skyddsvärda vattendragen i Stockholmsområdet.

### Bilder, Igelbäcken

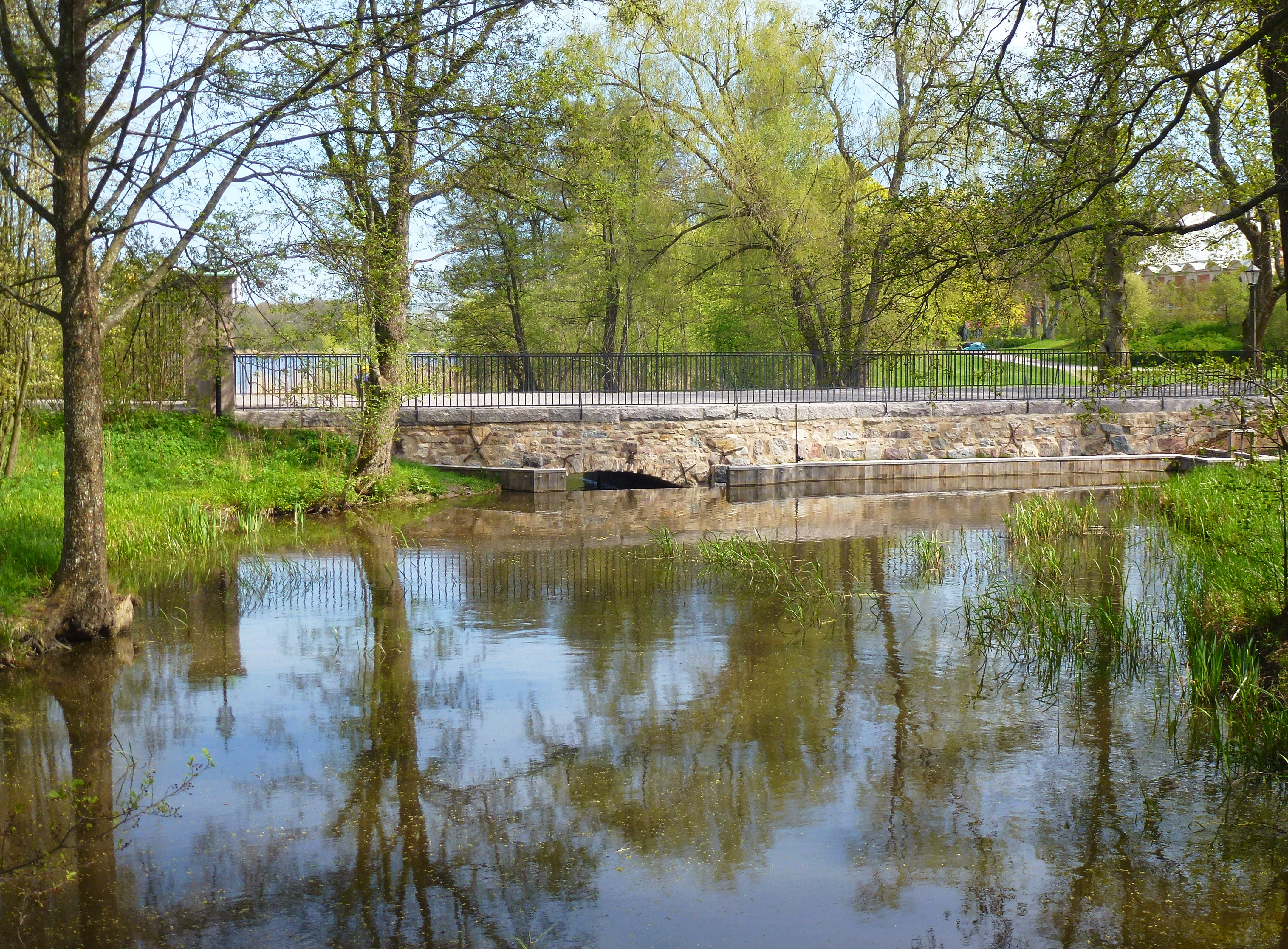
Igelbäcken i Ulriksdals slottspark, vy mot öster och Edsviken.
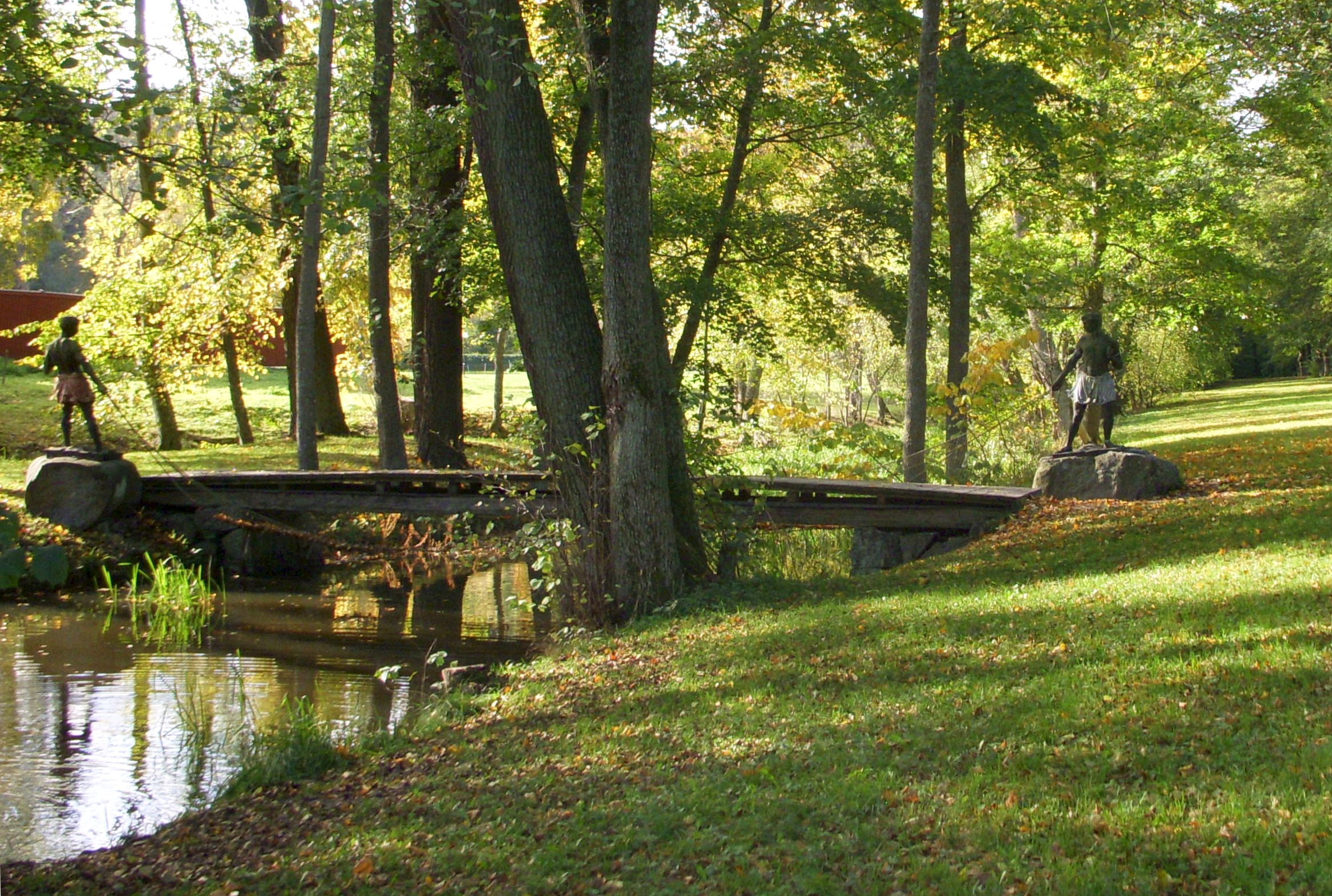
Morianbron över Igelbäcken i Ulriksdals slottspark.
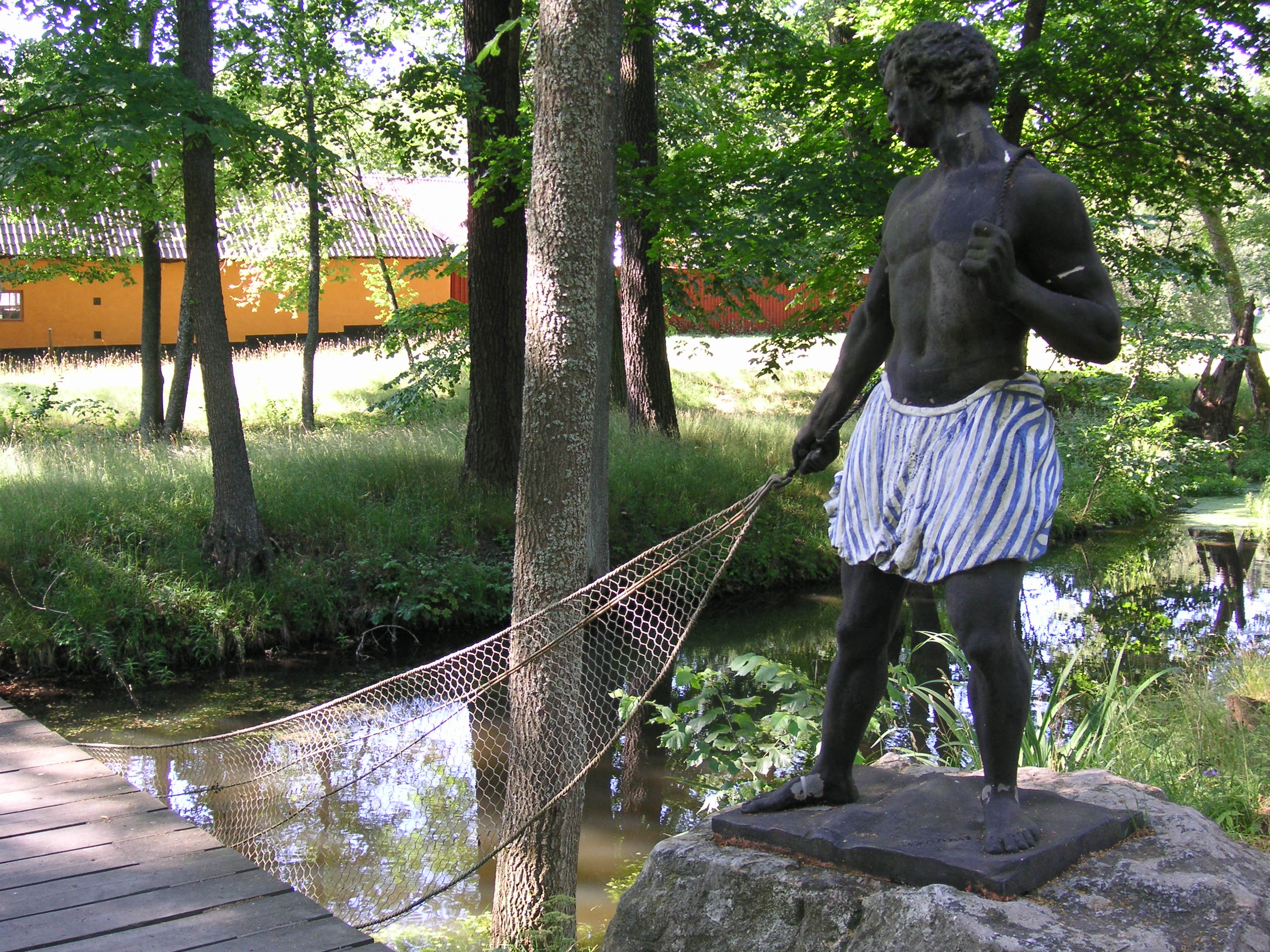
En av de båda morianerna vid Morianbron.
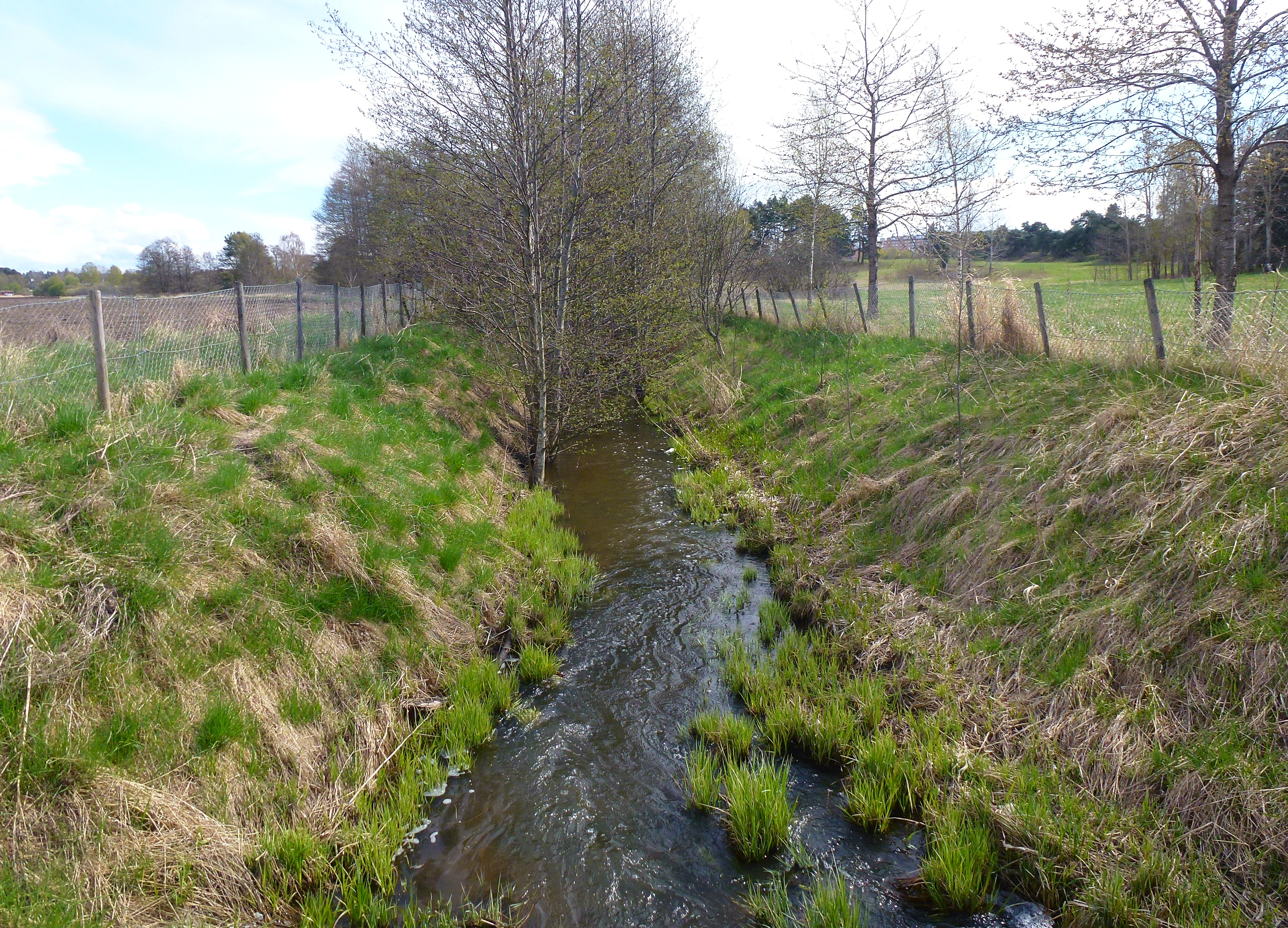
Igelbäcken vid Granby gård.

## Igelbäckens naturreservat, Solna och Sundbyberg

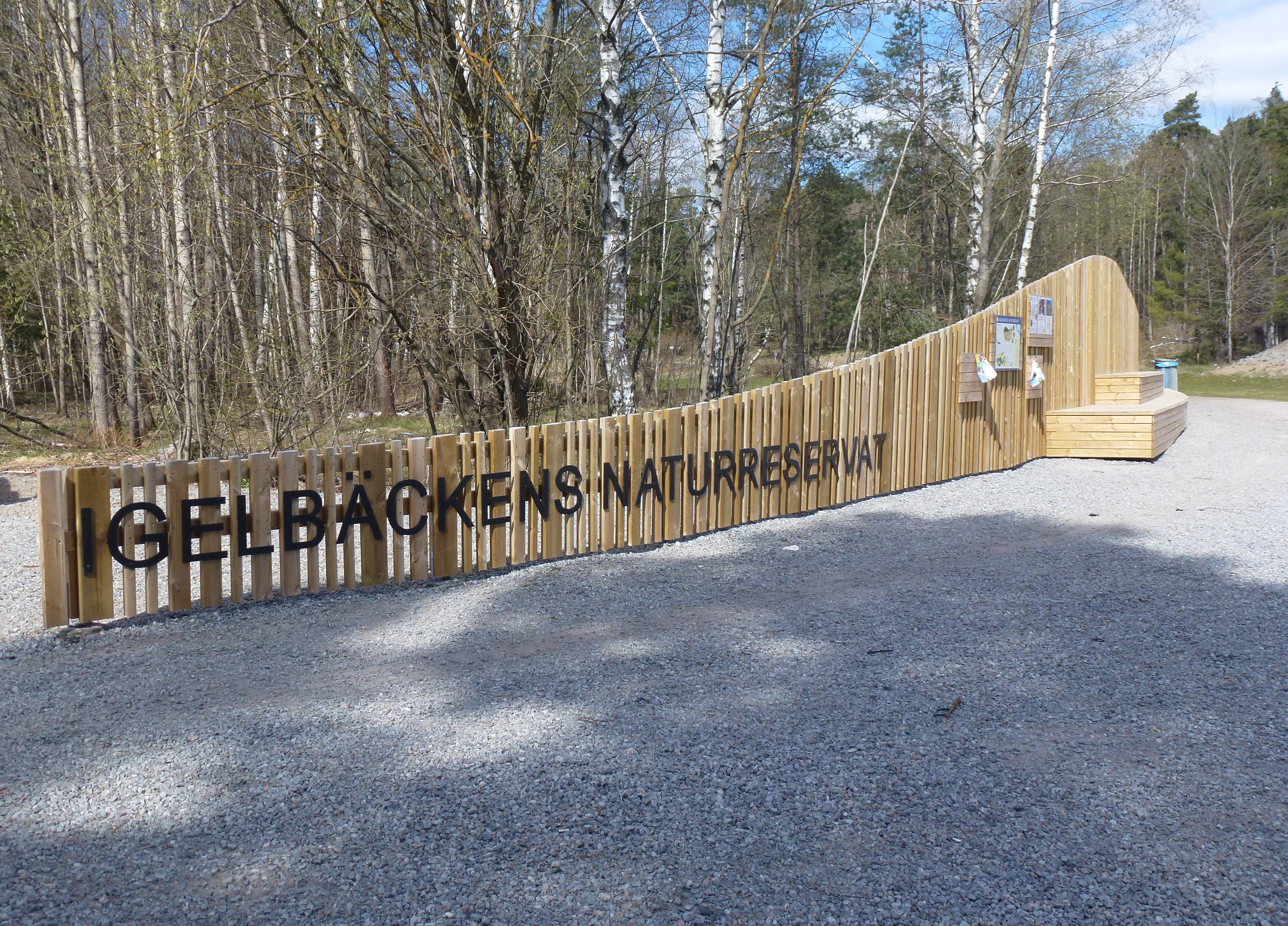
Entré från Järvastaden, april 2015.

Naturreservatet är beläget i Spånga socken i Stockholms kommun, Solna socken i Solna kommun (Igelbäcken i Solna) och Bromma socken i Sundbybergs kommun. Igelbäcken är speciellt känd för att vara lokal för den i dessa trakter sällsynta fiskarten grönling. När det upptäcktes av Naturhistoriska Riksmuseet i slutet av 1985 föddes tanken på att bilda ett naturreservat kring bäcken. Åren 2004-2005 blev tankarna verklighet, då Igelbäckens naturreservat bildades i Solna och Sundbybergs kommuner. Reservatets area inom Sundbyberg omfattar cirka 127 hektar. Markägare är Vasakronan och Sundbybergs kommun. Solnadelen omfattar 169 ha och ägs av Vasakronan, Statens fastighetsverk, Västerjärva Exploatering AB, Solna stad och Banverket.
I Solnas del av naturreservatet återfinns Överjärva gård. Här har människor bosatt sig redan under tidig järnålder. Från den tiden finns tre gravfält kvar på gårdens område. Namnet "Järva" kan härledas från det forntida ordet jorvi, som betyder grus och syftar till Stockholmsåsen som sträcker sig genom Ulriksdals slottspark.
Igelbäckens dalgång är reservatets centrala del. Dalgången har i princip bevarat sitt utseende sedan 1800-talet, beroende på att Järvafältet började nyttjas som militärt övningsområde 1905 (se Järva skjutfält). Dalgången har stått obrukad under lång tid. Fågellivet i dalgången är mycket rikt. Här häckar bland annat buskskvätta, enkelbeckasin och morkulla. Man kan även se fasan, ormvråk och tornseglare. Genom reservatets södra del sträcker sig banvallen för den tidigare hemliga Krutbanan, anlagd på 1940-talet för transporter av främst ammunition. Spåret revs upp i slutet av 1980-talet och banvallen nyttjas numera för bland annat ridning. Reservatet är en del av Järva kilstråk som sträcker sig från Sigtuna i norr in i Nationalstadsparken.

### Bilder, Igelbäckens naturreservat

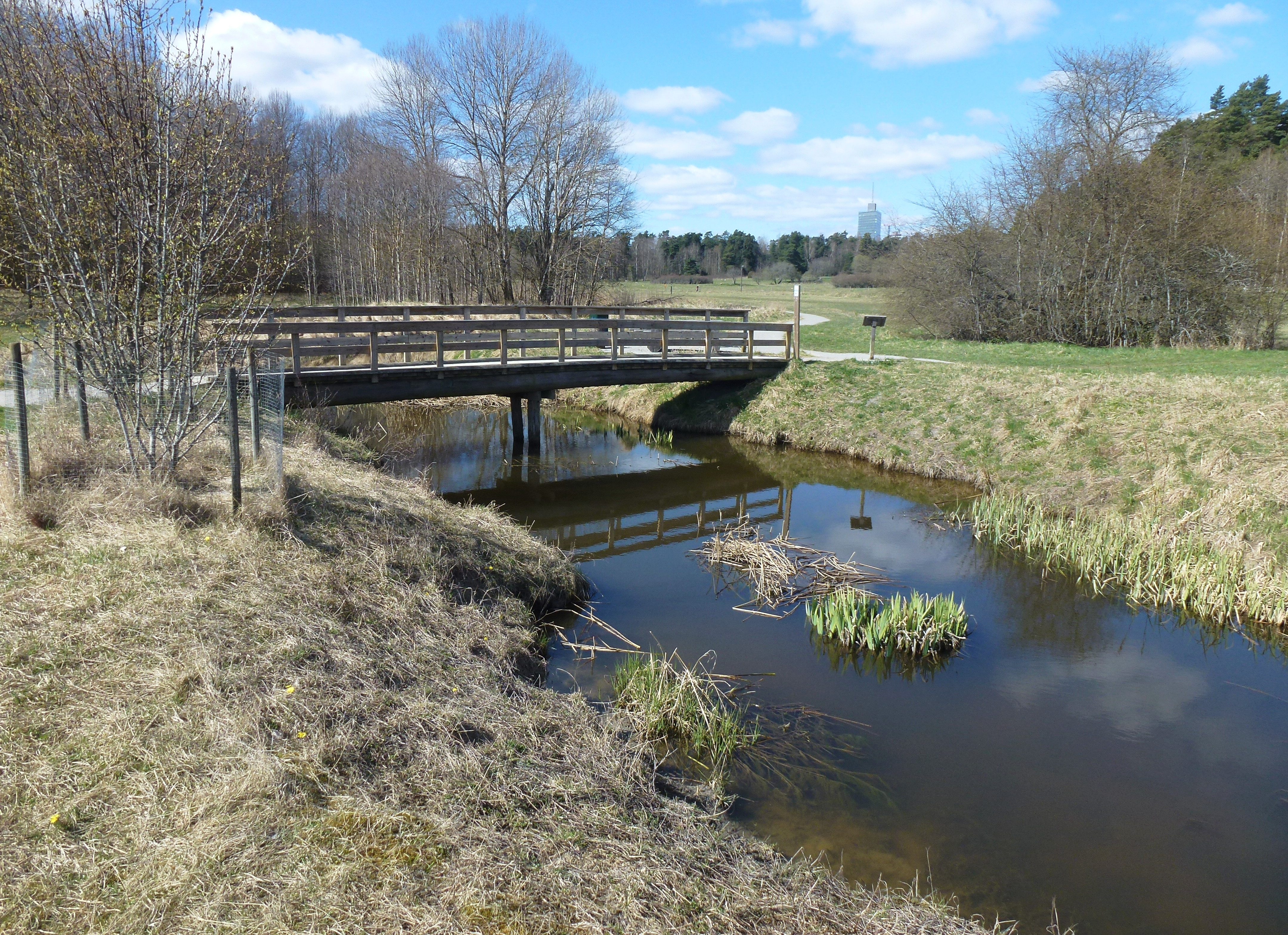
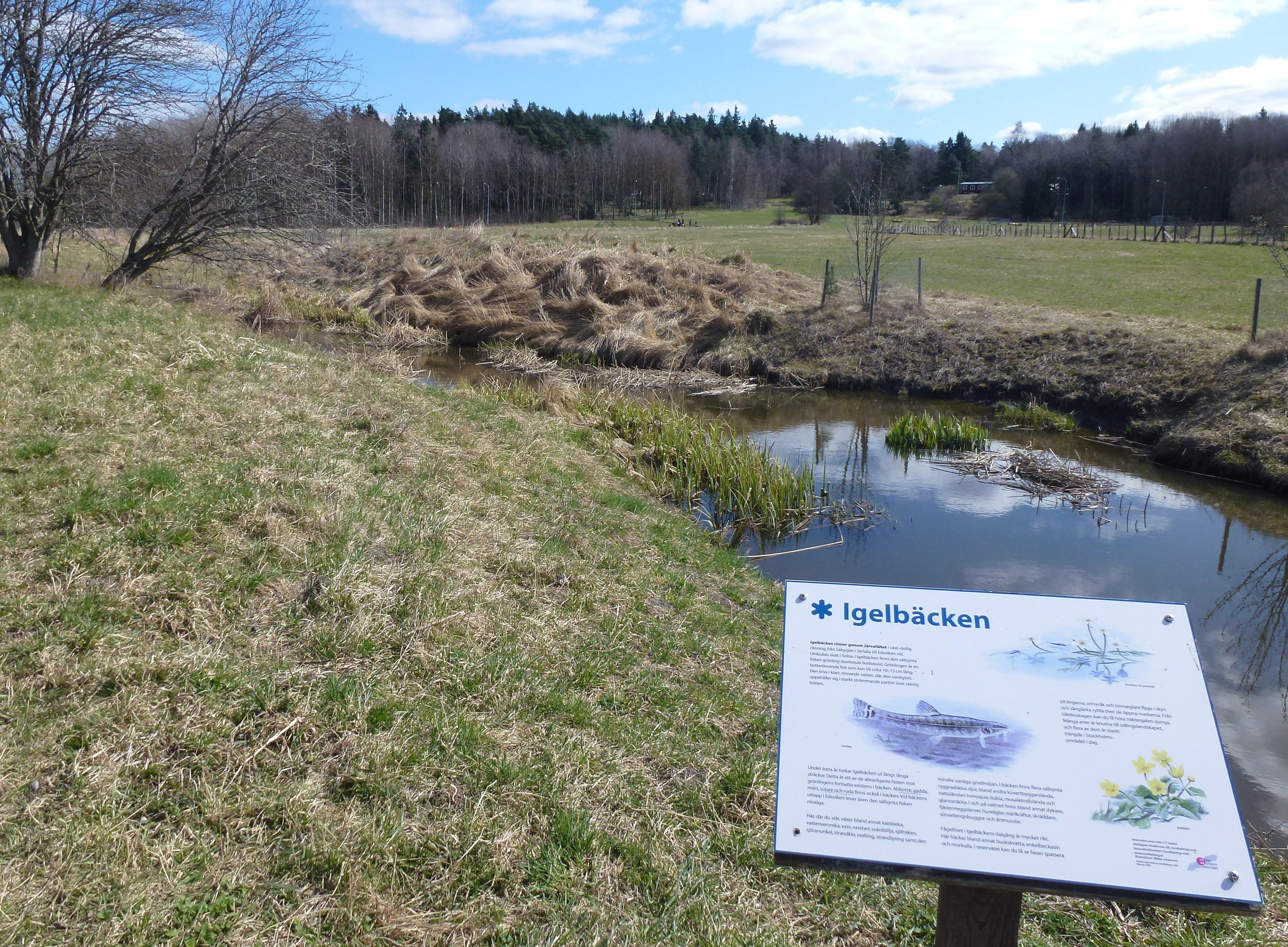
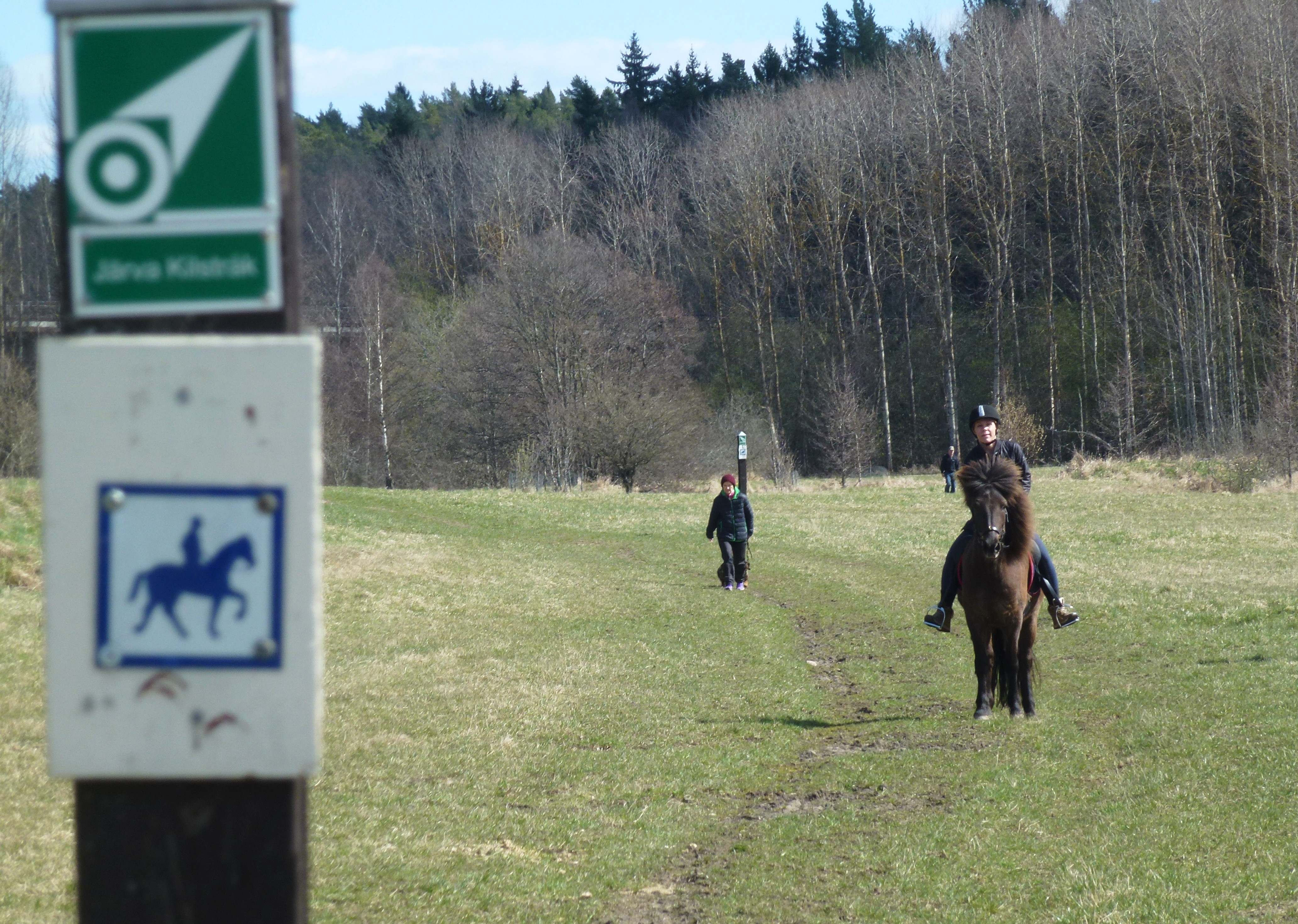
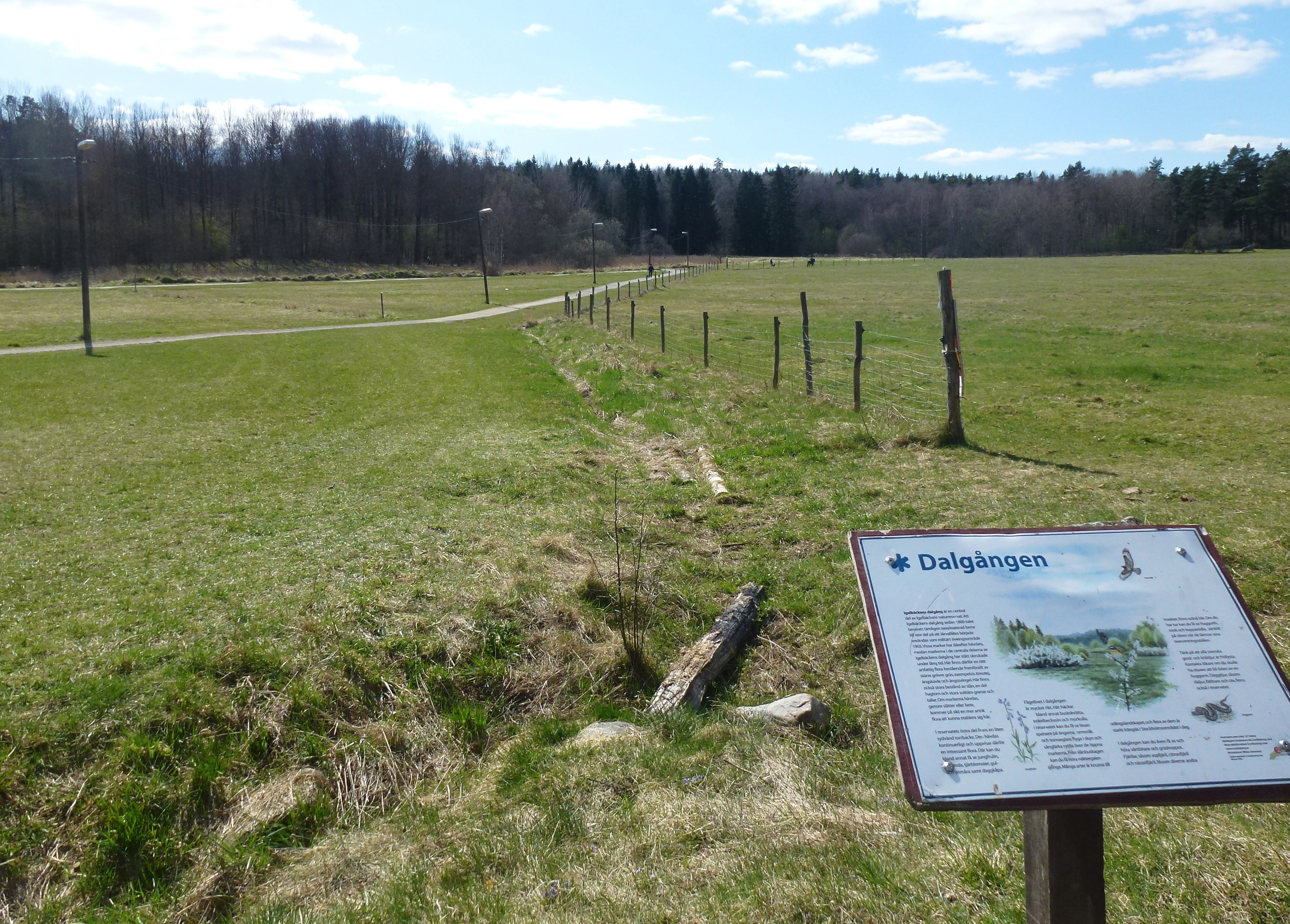

## Igelbäckens kulturreservat
År 2006 inrättade Stockholms stad Igelbäckens kulturreservat, som är en fortsättning av Igelbäckens naturreservatets Sundbybergsdel väster om Kymlingelänken. Kulturreservatet omfattar cirka 411 ha och sträcker sig längs Igelbäckens dalgång på Järvafältet fram till Akallalänken. Syftet var att bevara och utveckla odlingslandskapet, som har anor från bronsåldern men även visar hur området såg ut vid sekelskiftet 1900. Kulturlandskapet har till stor del skapats i mötet mellan människa och natur.
Här finns även sport- och friluftsaktiviteter med motionsspår, ridvägar och många promenadvägar. När man vandrar i landskapet utmed bäcken kan man finna arter som är förknippade med äldre odlings-, ängs- och betesmarker, till exempel backsippa, korskovall, backtimjan och ängsskallra.
Längst i nordväst märks Akalla by med rötter från bronsåldern och ett av Spångas äldsta byggnader; Storgården från slutet av 1600-talet. Mitt i området ligger Eggeby gård med sin vackra huvudbyggnad i grönmålade snickerier från 1886. I västra delen reser sig den konstgjorda Granholmstoppen och strax intill ligger Hästa gård med huvudbyggnad från mitten av 1700-talet. Hästa gård med 260 hektar mark, varav 185 hektar brukbar odlings och betesmark, är ett av världens största stadsjordbruk. Sydost om gården finns Hästa damm, som är en konstgjord groddamm. Den anlades 2007 för att berika den biologiska mångfalden, speciellt för grodor. Nyaste tillskott i Igelbäckens kulturreservat är Järvabadet som anlades intill Eggeby gård och invigdes i juni 2020. 

### Bilder, Igelbäckens kulturreservat

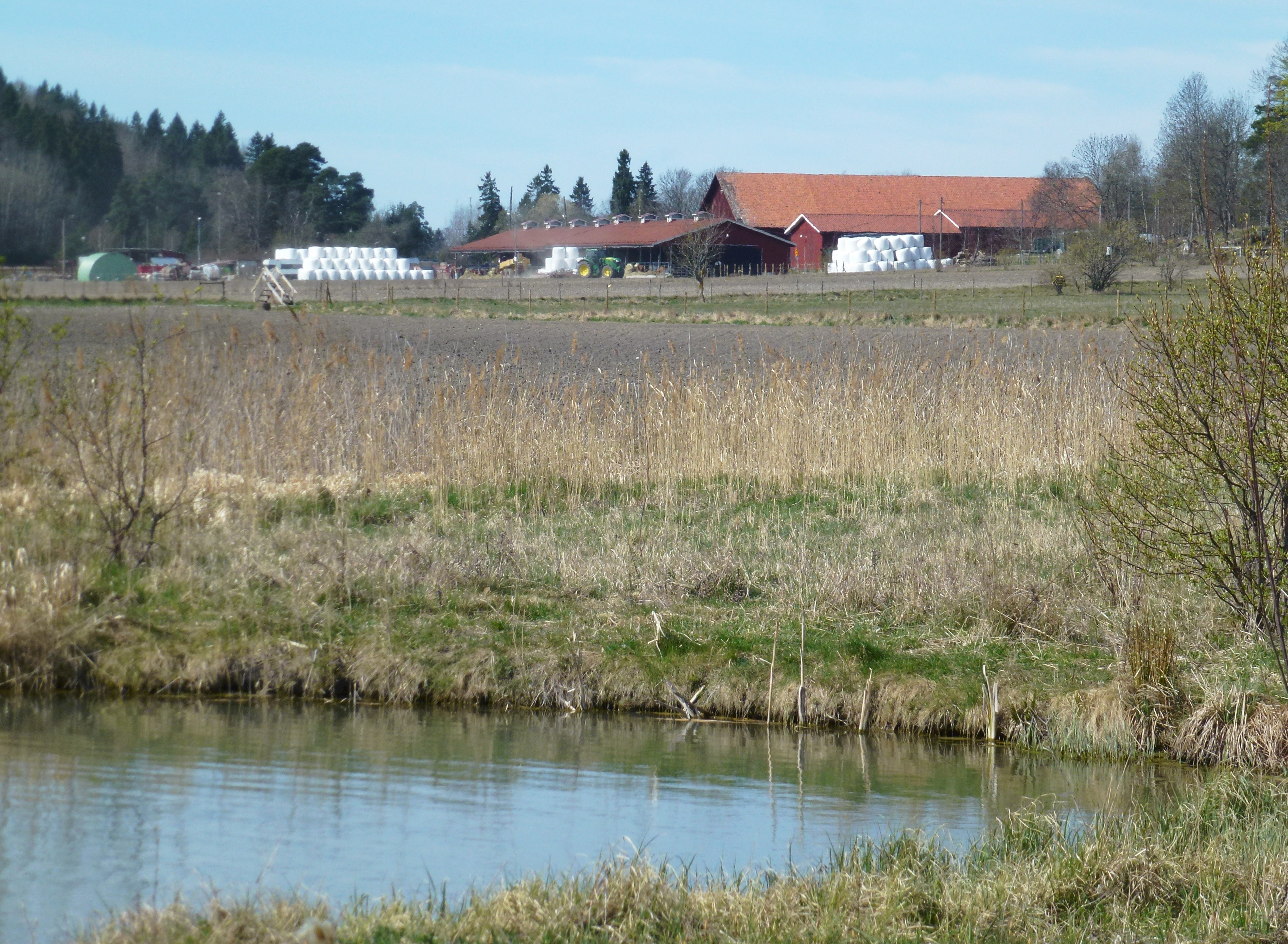
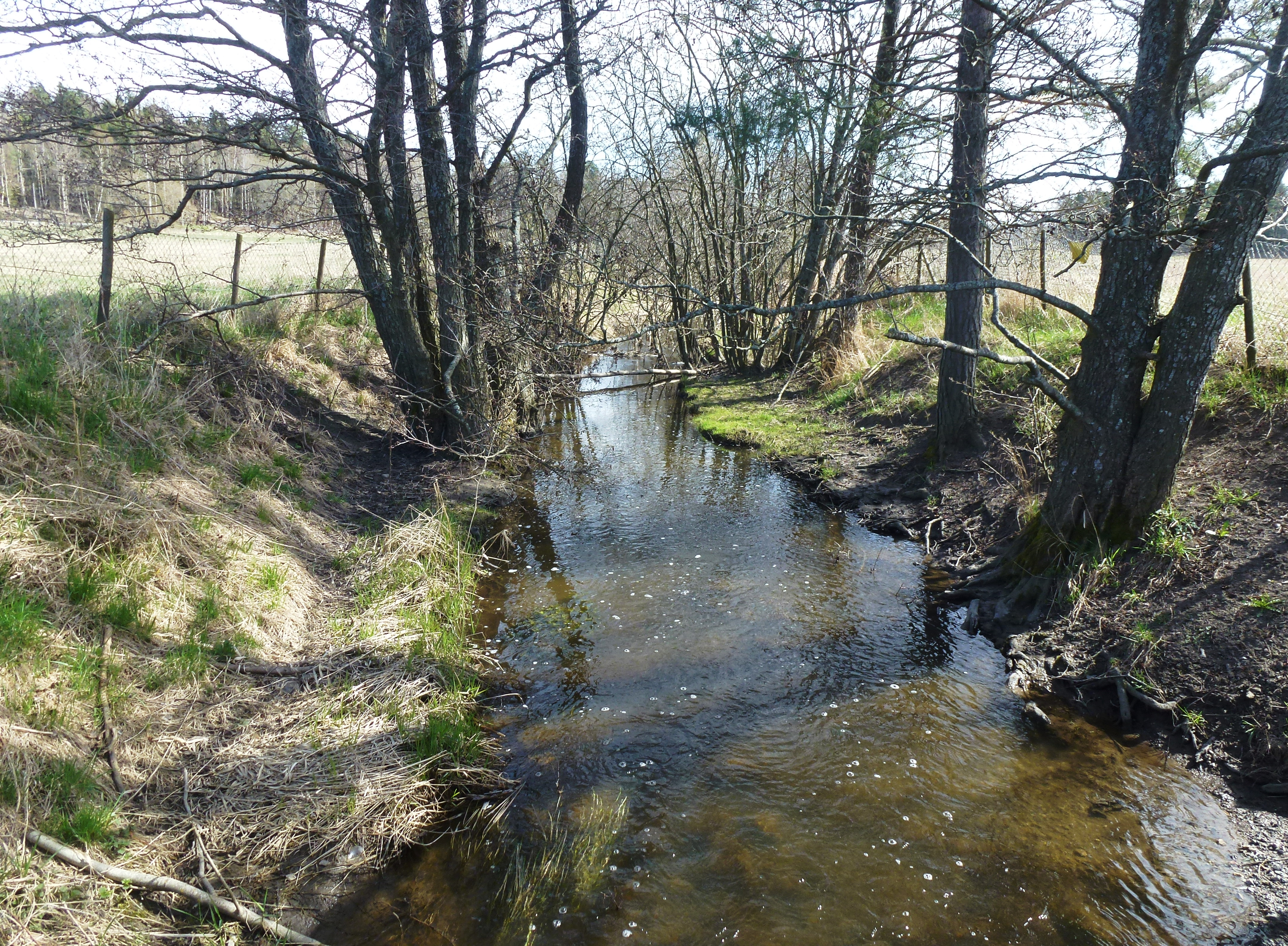
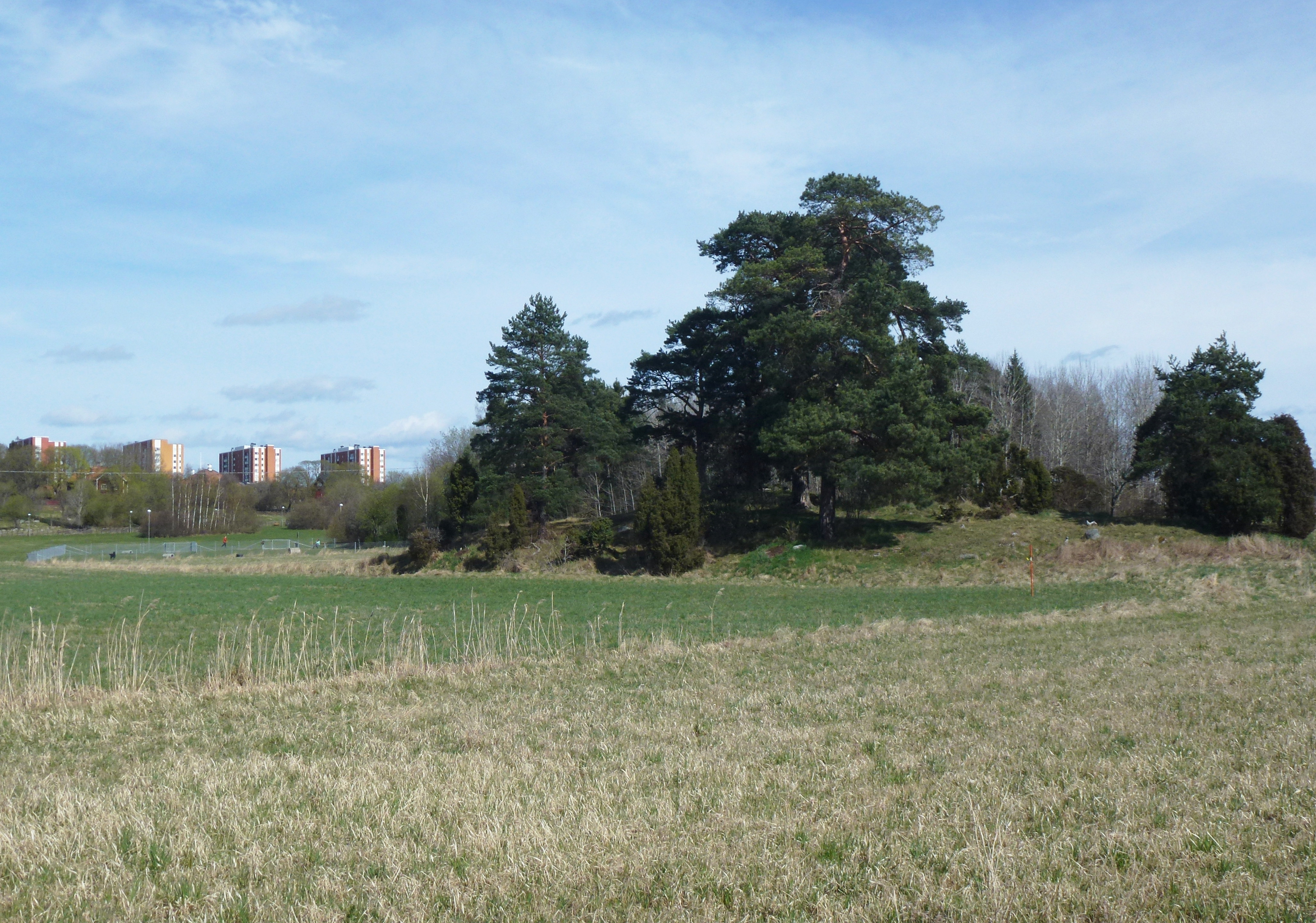
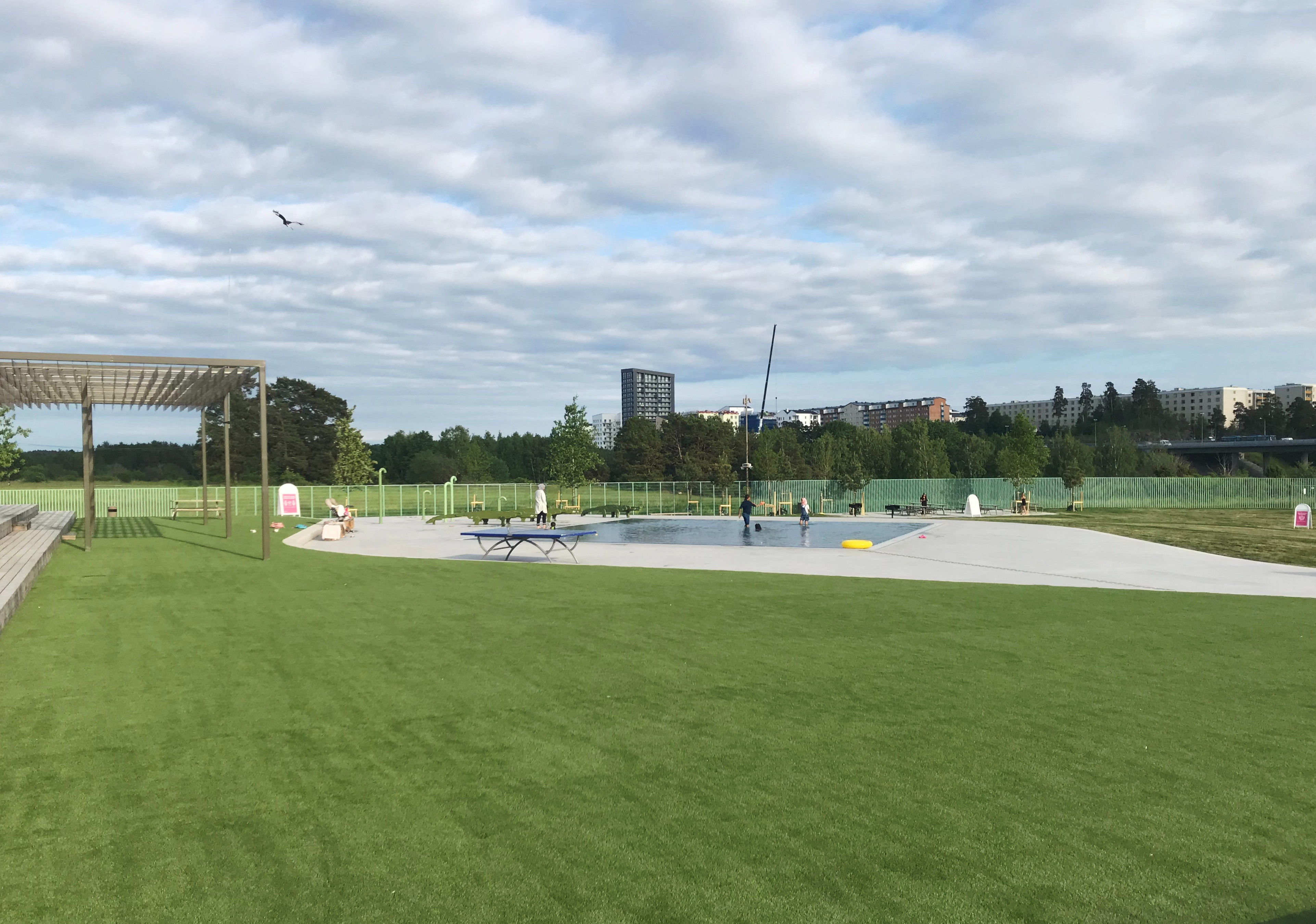

Natur
Historiska gårdar

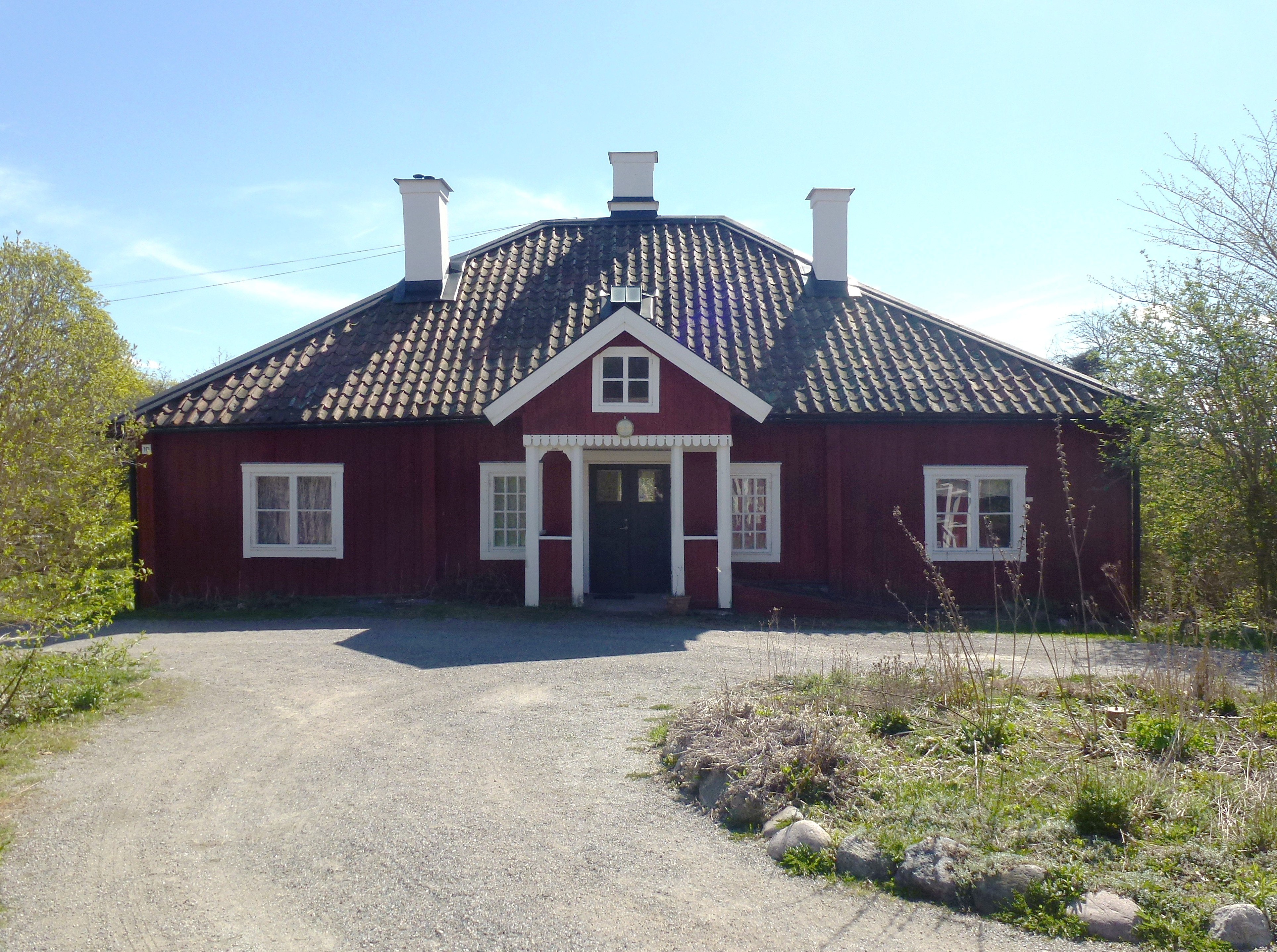
Akalla by, Storgården.
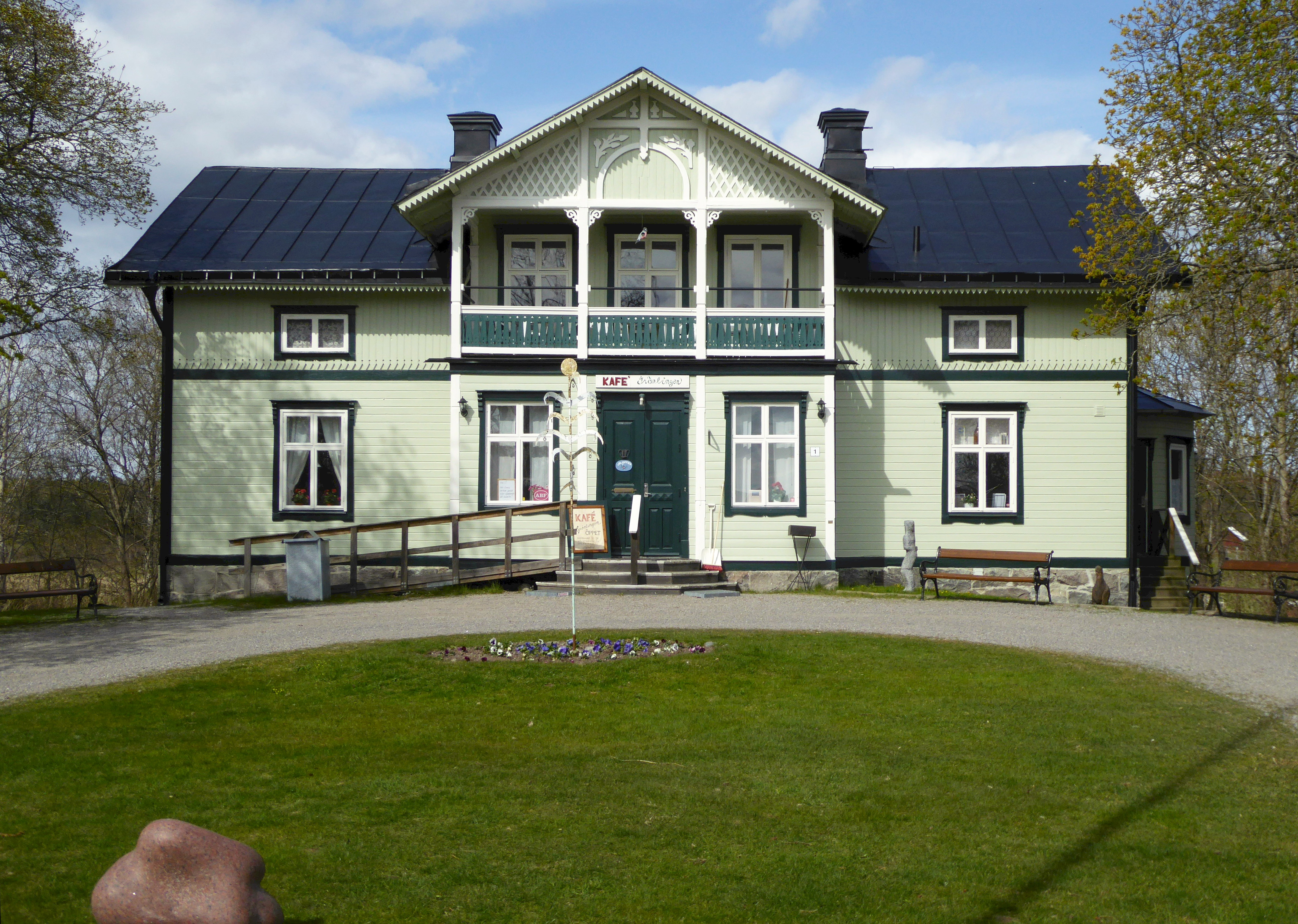
Eggeby gård, huvudbyggnad.
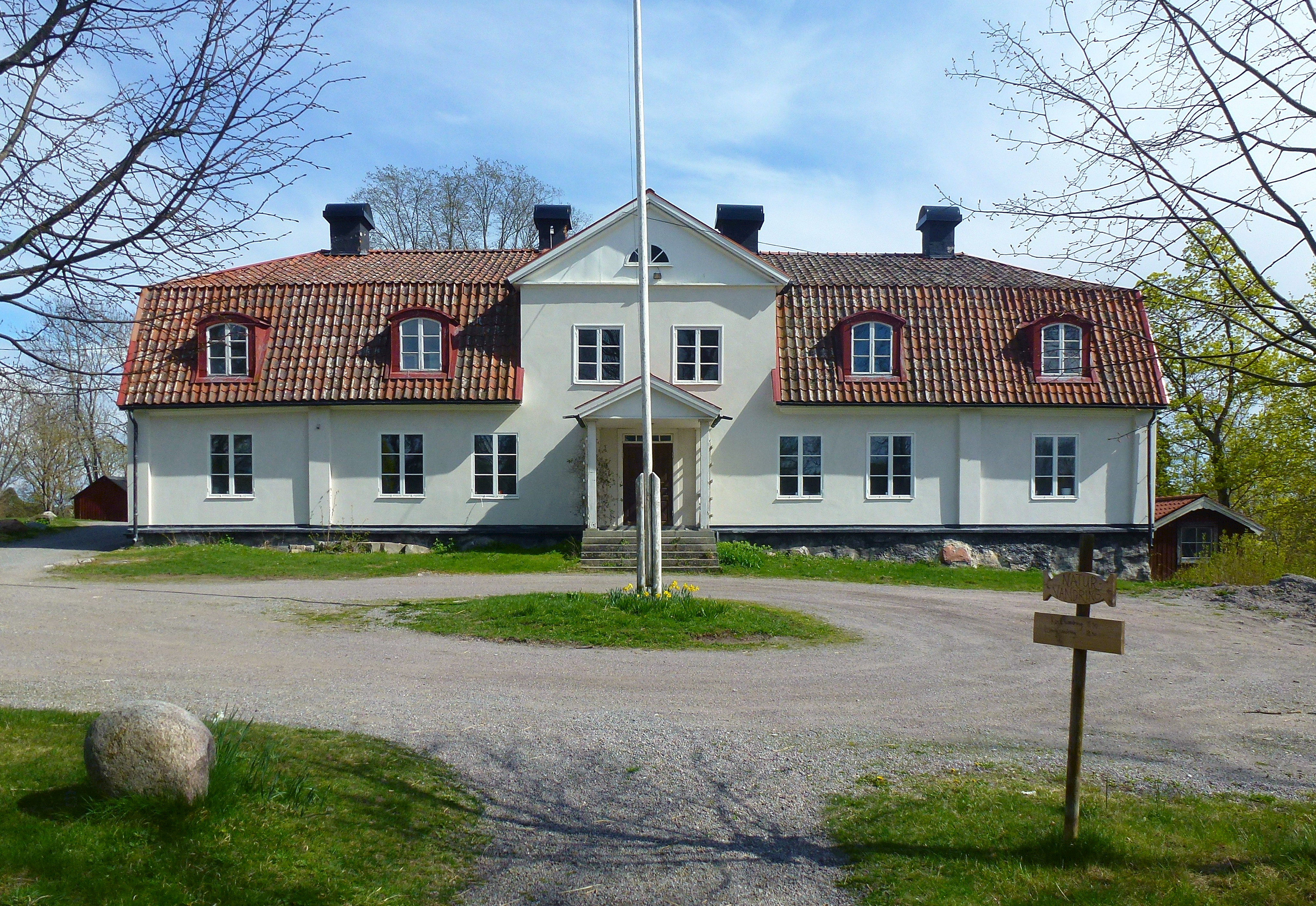
Hästa gård, huvudbyggnad.
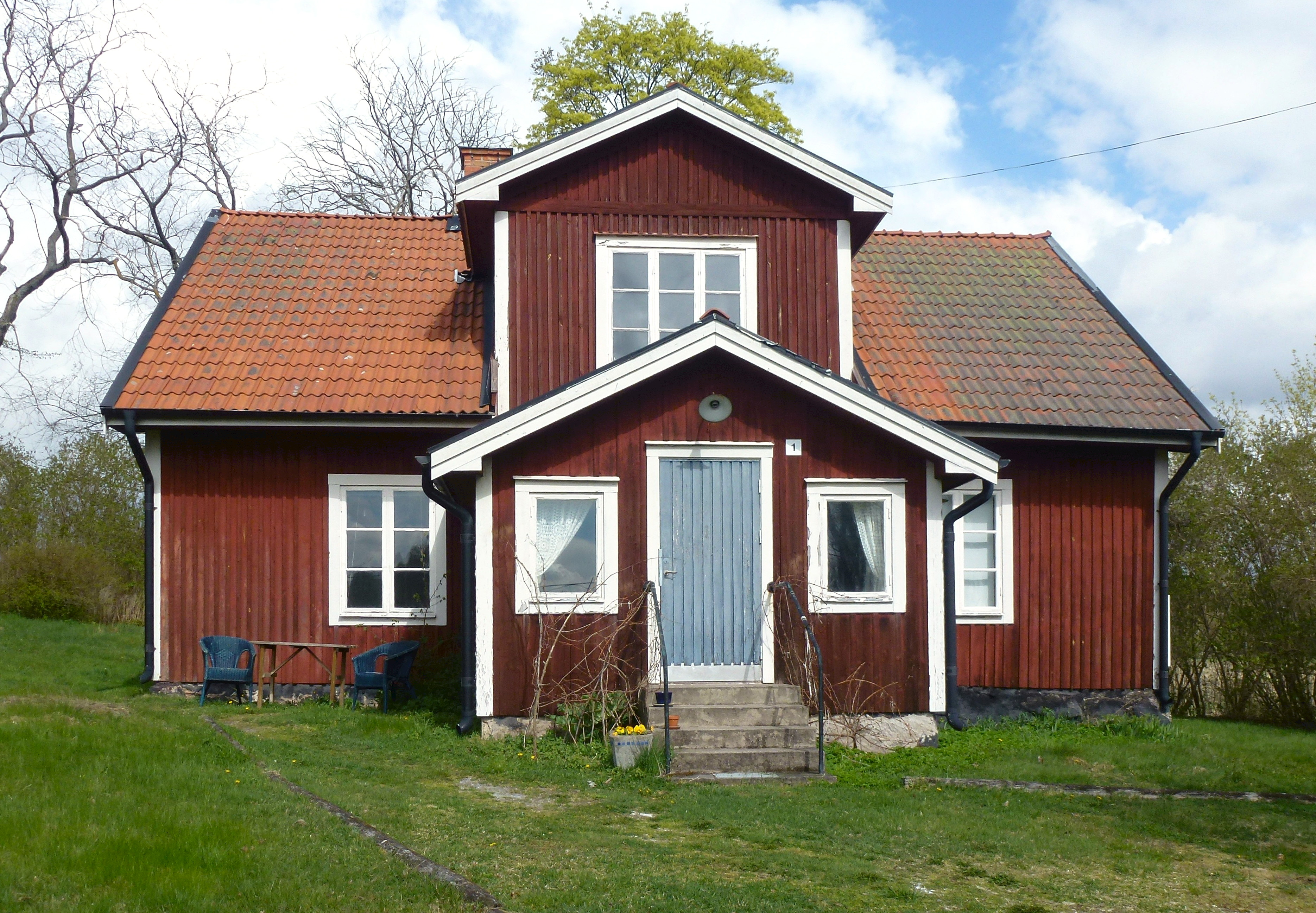
Granby gård, huvudbyggnad.

## Kartor
- Igelbäckens naturreservat i Solna
- Igelbäckens naturreservat i Sundbyberg
- Igelbäckens kulturreservat i Stockholm